# The Lost Episodes
The Lost Episodes je kompilační album kytarového rockového experimentátora Franka Zappy, vydané 27. února 1996. Album obsahuje materiál nahraný v letech 1958–1992. Album vyšlo u Rykodisc.

## Seznam skladeb
1. "The Blackouts" – 0:22
2. "Lost in a Whirlpool" (Van Vliet, Zappa) – 2:46
3. "Ronnie Sings?" – 1:05
4. "Kenny's Booger Story" – 0:33
5. "Ronnie's Booger Story" – 1:16
6. "Mount St. Mary's Concert Excerpt" – 2:28
7. "Take Your Clothes Off When You Dance" – 3:51
8. "Tiger Roach" (Van Vliet, Zappa) – 2:20
9. "Run Home Slow Theme" – 1:25
10. "Fountain of Love" (Zappa, Ray Collins) – 2:08
11. "Run Home Cues, #2" – 0:28
12. "Any Way the Wind Blows" – 2:14
13. "Run Home Cues, #3" – 0:11
14. "Charva" – 1:59
15. "The Dick Kunc Story" – 0:46
16. "Wedding Dress Song" (Trad., arr. Zappa) – 1:14
17. "Handsome Cabin Boy" (Trad., arr. Zappa) – 1:21
18. "Cops & Buns" – 2:36
19. "The Big Squeeze" – 0:43
20. "I'm a Band Leader" – 1:14
21. "Alley Cat" (Van Vliet, Zappa) – 2:47
22. "The Grand Wazoo" – 2:12
23. "Wonderful Wino" (Zappa, Jeff Simmons) – 2:47
24. "Kung Fu" – 1:06
25. "RDNZL" – 3:49
26. "Basement Music #1" – 3:46
27. "Inca Roads" – 3:42
28. "Lil' Clanton Shuffle" – 4:47
29. "I Don't Wanna Get Drafted" – 3:24
30. "Sharleena" – 11:54

## Sestava
- Arthur Barrow – basová kytara
- Max Bennett – basová kytara
- Jimmy Carl Black – bicí
- Dale Bozzio – zpěv
- Terry Bozzio – zpěv
- Captain Beefheart (Don Van Vliet) – zpěv
- Vinnie Colaiuta – bicí
- Ray Collins – zpěv
- George Duke – klávesy
- Aynsley Dunbar – bicí
- Erroneous – basová kytara
- Roy Estrada – basová kytara
- Chuck Foster – trubka
- Bruce Fowler – pozoun
- Tom Fowler – basová kytara
- John French – bicí
- John Guerin – bicí
- Don "Sugarcane" Harris – housle, zpěv, elektrické housle
- Danny Helferin – piáno
- Ralph Humphrey – bicí
- Elliot Ingber – slide kytara
- Ricky Lancelotti – zpěv
- Elwood Madeo, Jr. – kytara
- Sal Marquez – trubka
- Tommy Mars – klávesy, zpěv
- Jean-Luc Ponty – housle
- Don Preston – klávesy
- Tony Rodriguez – altsaxofon
- Chester Thompson – bicí
- Art Tripp – marimba, doprovodný zpěv, vibrafon
- Ian Underwood – perkuse, klávesy, saxofon
- Ruth Underwood – perkuse
- Ray White – zpěv
- Kenny Williams – zpěv
- Ronnie Williams – zpěv
- Ronny Williams – zpěv
- Ike Willis – zpěv
- Terry Wimberly – piáno
- Bobby Zappa – kytara
- Frank Zappa – syntezátor, kytara, perkuse, piáno, bicí, basová kytara, kazoo, zpěv, synclavier